# Hydrophoria montana
Hydrophoria montana är en tvåvingeart som beskrevs av Masayoshi Suwa 1970. Hydrophoria montana ingår i släktet Hydrophoria och familjen blomsterflugor. Inga underarter finns listade i Catalogue of Life.